# British Overseas Airways Corporation

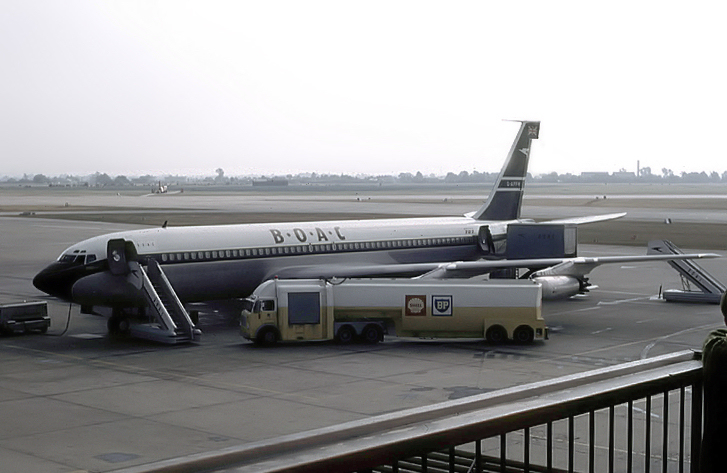
Boeing 707 linii lotniczych British Overseas Airways Corporation na lotnisku Heathrow

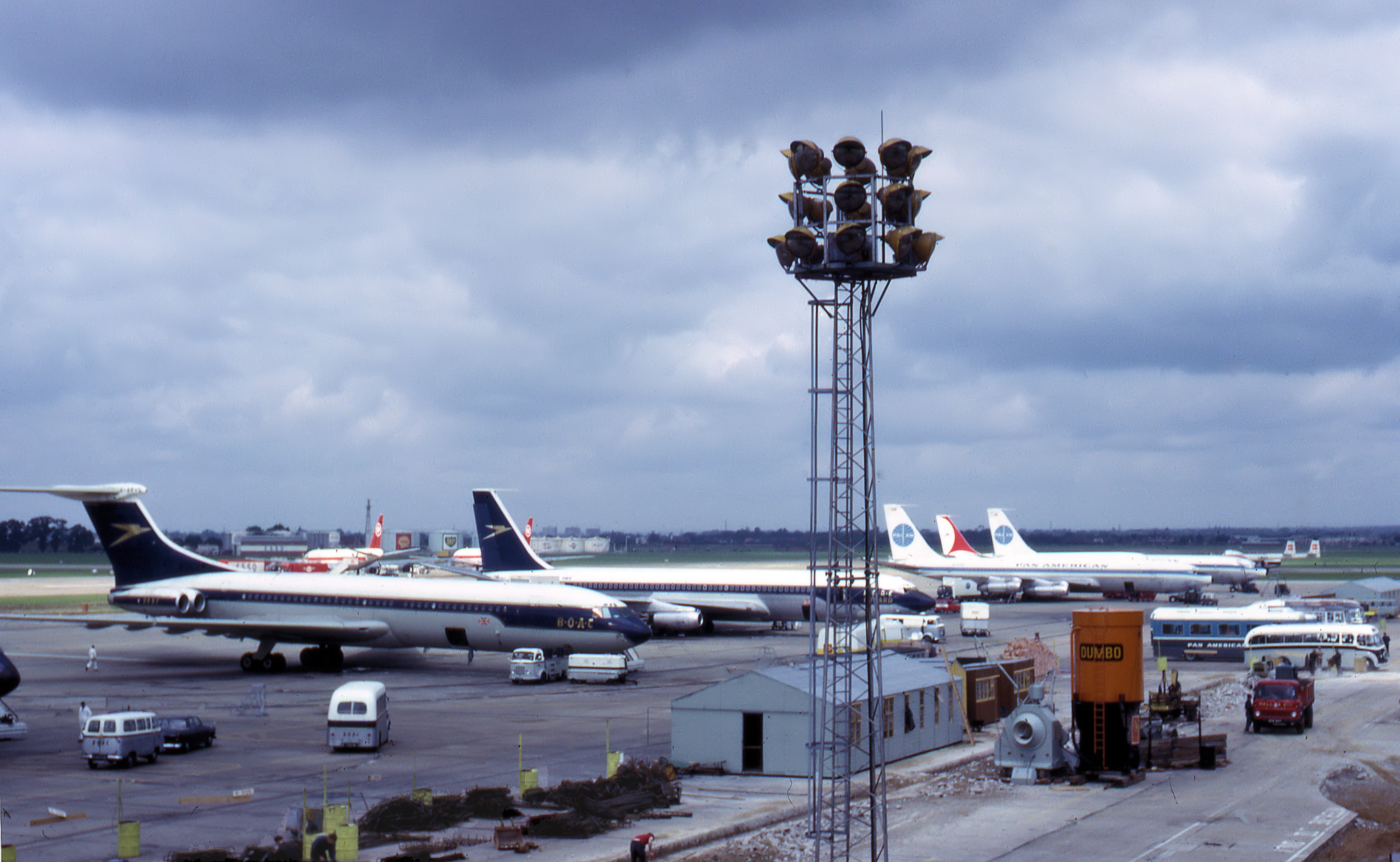
Vickers VC10 linii lotniczych British Overseas Airways Corporation na lotnisku Heathrow

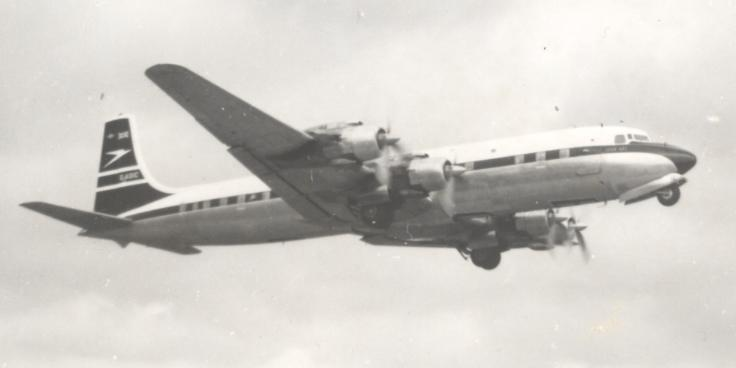
Douglas DC-7 linii lotniczych British Overseas Airways Corporation startujący z Manchesteru

British Overseas Airways Corporation (BOAC) – dawne brytyjskie linie lotnicze, powstałe w 1939 roku z połączenia Imperial Airways i British Airways. Przedsiębiorstwo funkcjonowało do 1974 roku, gdy doszło do jego połączenia z British European Airways (BEA) w British Airways, które operuje do dziś.

## Samoloty użytkowane przez BOAC
- Airspeed Consul (1949)
- Airspeed Oxford (1948)
- Armstrong Whitworth A.W.38 Whitley 5 (1942)
- Armstrong Whitworth Ensign (1939)
- Avro 683 Lancaster (1944)
- Avro 691 Lancastrian (1945)
- Avro 688 Tudor 1 (1946)
- Avro 685 York (1944)
- Bristol Britannia (1955)
- Boeing 314A (1941)
- Boeing 377 Stratocruiser (1949)
- Boeing 707 (1960)
- Boeing 747 (1969)
- Canadair C-4 Argonaut (1949)
- Consolidated Model 28 Catalina (1940)
- Concorde (Samolot próbny, użytkowany w ostatnich latach BOAC, później maszyny te przejęły linie British Airways.)
- Consolidated Model 32 Liberator (1941)
- Curtis Wright CW-20 (1941)
- de Havilland DH.91 Albatross (1940)
- de Havilland DH.95 Flamingo (1940)
- de Havilland DH.98 Mosquito (1943)
- de Havilland DH.104 Dove (1946)
- de Havilland DH.106 Comet (1951)
- Douglas DC-3 (1940)
- Douglas DC-7C (1956)
- Focke-Wulf Fw 200B Condor (1940)
- Handley Page Halifax (1946)
- Handley Page Halton (1946)
- Handley Page Hermes (1949)
- Lockheed Constellation (1946)
- Lockheed Hudson (1941)
- Lockheed Lodestar (1941)
- Short S.23 Empire (1936)
- Short S.25 Sunderland (1942)
- Short S.26 (1939)
- Short S.30 Empire (1938)
- Short Sandringham (1947)
- Short Solent (1946)
- Vickers VC10 (1964)
- Vickers Warwick (1942)

## Wypadki lotnicze
- 2 maja 1953 roku. 43 osoby zginęły w katastrofie de Havilland DH-106 Comet 1 w Indiach z powodu wady konstrukcyjnej.
- 10 stycznia 1954 roku. Samolot de Havilland Comet 1, Lot 781 lecący z Rzymu do Londynu rozbił się w pobliżu Elby z powodu zmęczenia materiału. Zginęło 35 osób.
- 5 marca 1966 roku. Lot 911 linii BOAC. Boeing 707-436 lecący z Tokio do Hongkongu. Rozbił się krótko po starcie w pobliżu góry Fudżi w Japonii. Zginęły wówczas 124 osoby.
- 8 kwietnia 1968 roku. Lot 712 linii lotniczych BOAC Boeing 707-465 lecący z Londynu do Sydney przez Zurych i Singapur. Przy starcie eksplodował silnik. Samolot zawrócił i awaryjnie wylądował. Zginęło 5 osób spośród 127 osób na pokładzie.
- 9 września 1970 roku. Ludowy Front Wyzwolenia Palestyny uprowadził samolot Vickers VC-10 lot 775 ze 114 pasażerami. Pusty samolot wysadzono ładunkami wybuchowymi na pustyni w Jordanii.